# Jakob Larsson Teit
Jakob Larsson Teit (Jakobus Laurentii Teit), född på 1520-talet i Pernå i nuvarande Finland, död 1596, var en svensk ämbetsman.
Han var son till ryttmästaren Lars Martinsson Teit ur släkten Teit från Tetom i Pernå och Karin Eriksdotter samt gift senast 1565 med Elin Larsdotter. Jakob Teit sändes i slutet av 1540-talet av biskop Martin Skytte i Åbo att studera i Tyskland. I motsats till många andra studenter vid utländska universitet styrde Teit in på en världslig bana i Gustav Vasas tjänst. Teit hade på eget bevåg besökt kungen för att be om understöd för sina studier, vilket denne sällsynt nog beviljade. Hans utförliga klagomålregister 1555-1557 med anklagelser om främst adelns maktmissbruk i Finland har varit till stor hjälp för senare släktforskning.